# Dynabook (品牌)
Dynabook（日語：Dynabook株式会社）是夏普旗下電腦業務，目前為夏普的子公司，設立於1954年9月9日，在日本國內和海外開發、製造、銷售、支持和服務個人電腦和系統解決方案產品。

## 歷史
1954年9月，川崎航空機工業和磐城水泥設立川崎打字機。
1958年5月，東京芝浦電氣收購，更名東芝打字機。
1968年4月，更名東芝商務機器。
1977年1月，設立東芝商務電腦。
1984年10月，合併東芝商務電腦；更名東芝情報機器。
2005年10月，東芝泰格商務解決方案合併。
2007年4月，合併東芝PC系統。
2011年10月，合併東芝情報機器商業供應。
2014年4月，東芝解決方案販賣合併；合併多摩東芝情報機器。
2016年4月，更名東芝客戶解決方案。
2018年10月，夏普收購東芝客戶解決方案80.1%股權。
2019年1月，東芝客戶解決方案更名Dynabook。
2020年8月，夏普收購Dynabook剩餘股權，Dynabook成為夏普全資子公司。

## 外部連結
- （日語）Dynabook（页面存档备份，存于）